# Campeonato colombiano 1985
El Campeonato colombiano 1985 fue la trigésimo octava (38°) edición de la Categoría Primera A del fútbol profesional colombiano, siendo el torneo de Primera División en la temporada 1985.
Este campeonato tuvo tres etapas: Copa de la Paz (Apertura), Torneo Nacional (Finalización) y un octogonal final para definir el título, teniendo en cuenta los puntos de bonificación obtenidos por los equipos en los dos primeros torneos.
América de Cali se coronó campeón por quinta vez en la historia y logró su cuarto título consecutivo. El goleador fue Miguel González, del Atlético Bucaramanga.

## Equipos participantes

### Datos de los clubes
| Equipo                 | Ciudad       | Estadio                    |
| ---------------------- | ------------ | -------------------------- |
| América de Cali        | Cali         | Olímpico Pascual Guerrero  |
| Atlético Bucaramanga   | Bucaramanga  | Alfonso López              |
| Atlético Nacional      | Medellín     | Atanasio Girardot          |
| Cúcuta Deportivo       | Cúcuta       | General Santander          |
| Deportes Quindío       | Armenia      | San José                   |
| Deportes Tolima        | Ibagué       | San Bonifacio              |
| Deportivo Cali         | Cali         | Olímpico Pascual Guerrero  |
| Deportivo Pereira      | Pereira      | Hernán Ramírez Villegas    |
| Independiente Medellín | Medellín     | Atanasio Girardot          |
| Junior                 | Barranquilla | Municipal Romelio Martínez |
| Millonarios            | Bogotá       | Nemesio Camacho El Campín  |
| Once Caldas            | Manizales    | Fernando Londoño Londoño   |
| Santa Fe               | Bogotá       | Nemesio Camacho El Campín  |
| Unión Magdalena        | Santa Marta  | Eduardo Santos             |

### Localización
| Antioquia          | 2 | Atlético Nacional e Independiente Medellín | Nacional DIM Millonarios Santa Fe Caldas Pereira Quindío América Cali Bucaramanga Cúcuta Tolima Unión Junior |
| Bogotá, D. C.      | 2 | Millonarios y Santa Fe                     | Nacional DIM Millonarios Santa Fe Caldas Pereira Quindío América Cali Bucaramanga Cúcuta Tolima Unión Junior |
| Valle del Cauca    | 2 | América de Cali y Deportivo Cali           | Nacional DIM Millonarios Santa Fe Caldas Pereira Quindío América Cali Bucaramanga Cúcuta Tolima Unión Junior |
| Atlántico          | 1 | Junior                                     | Nacional DIM Millonarios Santa Fe Caldas Pereira Quindío América Cali Bucaramanga Cúcuta Tolima Unión Junior |
| Caldas             | 1 | Once Caldas                                | Nacional DIM Millonarios Santa Fe Caldas Pereira Quindío América Cali Bucaramanga Cúcuta Tolima Unión Junior |
| Magdalena          | 1 | Unión Magdalena                            | Nacional DIM Millonarios Santa Fe Caldas Pereira Quindío América Cali Bucaramanga Cúcuta Tolima Unión Junior |
| Norte de Santander | 1 | Cúcuta Deportivo                           | Nacional DIM Millonarios Santa Fe Caldas Pereira Quindío América Cali Bucaramanga Cúcuta Tolima Unión Junior |
| Quindío            | 1 | Deportes Quindío                           | Nacional DIM Millonarios Santa Fe Caldas Pereira Quindío América Cali Bucaramanga Cúcuta Tolima Unión Junior |
| Risaralda          | 1 | Deportivo Pereira                          | Nacional DIM Millonarios Santa Fe Caldas Pereira Quindío América Cali Bucaramanga Cúcuta Tolima Unión Junior |
| Santander          | 1 | Atlético Bucaramanga                       | Nacional DIM Millonarios Santa Fe Caldas Pereira Quindío América Cali Bucaramanga Cúcuta Tolima Unión Junior |
| Tolima             | 1 | Deportes Tolima                            | Nacional DIM Millonarios Santa Fe Caldas Pereira Quindío América Cali Bucaramanga Cúcuta Tolima Unión Junior |

## Copa de la Paz
El Torneo Apertura fue denominado Copa de la Paz, sin entregar ningún título oficial de campeón. Se desarrolló con dos grupos de siete equipos, enfrentándose en partidos de ida y vuelta. Los dos mejores de cada grupo disputaron la final, cuyo premio fue el máximo punto (1.00) de la bonificación. Los segundos puestos disputaron el (0.50).

### Grupo A
| Pos. | Equipo                 | Pts. | PJ | G | E | P | GF | GC | Dif. | Clasificación |
| ---- | ---------------------- | ---- | -- | - | - | - | -- | -- | ---- | ------------- |
| 1    | Independiente Medellín | 17   | 14 | 5 | 7 | 2 | 13 | 12 | +1   | Bonificación  |
| 2    | Deportivo Cali         | 16   | 14 | 6 | 4 | 4 | 13 | 9  | +4   | Bonificación  |
| 3    | Millonarios            | 16   | 14 | 5 | 6 | 3 | 15 | 12 | +3   |               |
| 4    | Atlético Bucaramanga   | 15   | 14 | 5 | 5 | 4 | 26 | 21 | +5   |               |
| 5    | Unión Magdalena        | 13   | 14 | 4 | 5 | 5 | 13 | 14 | −1   |               |
| 6    | Deportivo Pereira      | 12   | 14 | 2 | 8 | 4 | 18 | 19 | −1   |               |
| 7    | Deportes Tolima        | 10   | 14 | 1 | 8 | 5 | 11 | 21 | −10  |               |

 Fuente: Rsssf

### Grupo B
| Pos. | Equipo            | Pts. | PJ | G | E | P | GF | GC | Dif. | Clasificación |
| ---- | ----------------- | ---- | -- | - | - | - | -- | -- | ---- | ------------- |
| 1    | Junior            | 20   | 14 | 9 | 2 | 3 | 31 | 14 | +17  | Bonificación  |
| 2    | América de Cali   | 18   | 14 | 7 | 4 | 3 | 19 | 12 | +7   | Bonificación  |
| 3    | Atlético Nacional | 16   | 14 | 7 | 2 | 5 | 19 | 14 | +5   |               |
| 4    | Once Caldas       | 15   | 14 | 5 | 5 | 4 | 15 | 18 | −3   |               |
| 5    | Santa Fe          | 10   | 14 | 2 | 6 | 6 | 22 | 26 | −4   |               |
| 6    | Deportes Quindío  | 9    | 14 | 3 | 3 | 8 | 13 | 22 | −9   |               |
| 7    | Cúcuta Deportivo  | 9    | 14 | 2 | 5 | 7 | 10 | 24 | −14  |               |

 Fuente: Rsssf

### Resultados
| Grupo A          |
| Grupo B          |
| Clásico Regional |

| Fecha 1     |           |           |  |
| Local       | Resultado | Visitante |  |
| Millonarios | 1 - 1     | Tolima    |  |
| Medellín    | 0 - 0     | Magdalena |  |
| Bucaramanga | 1 - 2     | Cali      |  |
| Quindío     | 3 - 3     | Santa Fe  |  |
| Junior      | 1 - 2     | Nacional  |  |
| América     | 0 - 0     | Cúcuta    |  |
| Pereira     | 1 - 0     | Caldas    |  |

| Fecha 2   |           |             |  |
| Local     | Resultado | Visitante   |  |
| Tolima    | 0 - 1     | Medellín    |  |
| Cali      | 1 - 0     | Millonarios |  |
| Pereira   | 2 - 2     | Bucaramanga |  |
| Nacional  | 0 - 1     | Quindío     |  |
| Santa Fe  | 1 - 1     | América     |  |
| Cúcuta    | 0 - 0     | Caldas      |  |
| Magdalena | 1 - 0     | Junior      |  |

| Fecha 3     |           |           |  |
| Local       | Resultado | Visitante |  |
| Millonarios | 1 - 1     | Pereira   |  |
| Magdalena   | 1 - 1     | Tolima    |  |
| Medellín    | 2 - 1     | Cali      |  |
| Caldas      | 1 - 1     | Santa Fe  |  |
| Quindío     | 0 - 1     | Junior    |  |
| América     | 3 - 0     | Nacional  |  |
| Bucaramanga | 3 - 2     | Cúcuta    |  |

| Fecha 4     |           |             |  |
| Local       | Resultado | Visitante   |  |
| Cali        | 1 - 0     | Magdalena   |  |
| Bucaramanga | 2 - 0     | Millonarios |  |
| Pereira     | 1 - 1     | Medellín    |  |
| Junior      | 4 - 1     | América     |  |
| Santa Fe    | 3 - 1     | Cúcuta      |  |
| Nacional    | 2 - 1     | Caldas      |  |
| Tolima      | 0 - 1     | Quindío     |  |

| Fecha 5     |           |             |  |
| Local       | Resultado | Visitante   |  |
| Tolima      | 1 - 3     | Cali        |  |
| Medellín    | 2 - 2     | Bucaramanga |  |
| Magdalena   | 2 - 1     | Pereira     |  |
| América     | 2 - 1     | Quindío     |  |
| Cúcuta      | 1 - 1     | Nacional    |  |
| Caldas      | 2 - 0     | Junior      |  |
| Millonarios | 0 - 1     | Santa fe    |  |

| Fecha 6     |           |           |  |
| Local       | Resultado | Visitante |  |
| Millonarios | 2 - 0     | Medellín  |  |
| Bucaramanga | 2 - 1     | Magdalena |  |
| Pereira     | 3 - 1     | Tolima    |  |
| Nacional    | 3 - 2     | Santa Fe  |  |
| Junior      | 4 - 0     | Cúcuta    |  |
| Quindío     | 1 - 1     | Caldas    |  |
| Cali        | 0 - 0     | América   |  |

| Fecha 7   |           |             |  |
| Local     | Resultado | Visitante   |  |
| Magdalena | 0 - 0     | Millonarios |  |
| Tolima    | 1 - 1     | Bucaramanga |  |
| Cali      | 2 - 2     | Pereira     |  |
| Santa Fe  | 3 - 3     | Junior      |  |
| Cúcuta    | 1 - 0     | Quindío     |  |
| Caldas    | 3 - 0     | América     |  |
| Medellín  | 1 - 3     | Nacional    |  |

| Fecha 8   |           |             |  |
| Local     | Resultado | Visitante   |  |
| Tolima    | 2 - 2     | Millonarios |  |
| Magdalena | 0 - 0     | Medellín    |  |
| Cali      | 2 - 0     | Bucaramanga |  |
| Santa Fe  | 0 - 0     | Quindío     |  |
| Nacional  | 0 - 0     | Junior      |  |
| Cúcuta    | 0 - 0     | América     |  |
| Caldas    | 1 - 0     | Pereira     |  |

| Fecha 9     |           |           |  |
| Local       | Resultado | Visitante |  |
| Medellín    | 1 - 1     | Tolima    |  |
| Millonarios | 1 - 0     | Cali      |  |
| Bucaramanga | 2 - 2     | Pereira   |  |
| Quindío     | 0 - 1     | Nacional  |  |
| América     | 4 - 1     | Santa Fe  |  |
| Caldas      | 1 - 1     | Cúcuta    |  |
| Junior      | 3 - 1     | Magdalena |  |

| Fecha 10 |           |             |  |
| Local    | Resultado | Visitante   |  |
| Pereira  | 0 - 0     | Millonarios |  |
| Tolima   | 0 - 0     | Magdalena   |  |
| Cali     | 0 - 0     | Medellín    |  |
| Santa Fe | 7 - 0     | Caldas      |  |
| Junior   | 7 - 1     | Quindío     |  |
| Nacional | 0 - 1     | América     |  |
| Cúcuta   | 0 - 4     | Bucaramanga |  |

| Fecha 11    |           |             |  |
| Local       | Resultado | Visitante   |  |
| Magdalena   | 1 - 0     | Cali        |  |
| Millonarios | 2 - 2     | Bucaramanga |  |
| Medellín    | 1 - 1     | Pereira     |  |
| América     | 1 - 2     | Junior      |  |
| Cúcuta      | 2 - 0     | Santa Fe    |  |
| Caldas      | 2 - 0     | Nacional    |  |
| Quindío     | 2 - 0     | Tolima      |  |

| Fecha 12    |           |             |  |
| Local       | Resultado | Visitante   |  |
| Cali        | 0 - 0     | Tolima      |  |
| Bucaramanga | 0 - 1     | Medellín    |  |
| Pereira     | 5 - 2     | Magdalena   |  |
| Quindío     | 0 - 2     | América     |  |
| Nacional    | 3 - 0     | Cúcuta      |  |
| Junior      | 1 - 0     | Caldas      |  |
| Santa Fe    | 0 - 0     | Millonarios |  |

| Fecha 13  |           |             |  |
| Local     | Resultado | Visitante   |  |
| Medellín  | 2 - 1     | Millonarios |  |
| Magdalena | 4 - 2     | Bucaramanga |  |
| Tolima    | 1 - 1     | Pereira     |  |
| Santa Fe  | 0 - 4     | Nacional    |  |
| Cúcuta    | 2 - 3     | Junior      |  |
| Caldas    | 2 - 1     | Quindío     |  |
| América   | 1 - 0     | Cali        |  |

| Fecha 14    |           |           |  |
| Local       | Resultado | Visitante |  |
| Millonarios | 2 - 0     | Magdalena |  |
| Bucaramanga | 4 - 0     | Tolima    |  |
| Pereira     | 0 - 1     | Cali      |  |
| Junior      | 2 - 0     | Santa Fe  |  |
| Quindío     | 2 - 0     | Cúcuta    |  |
| América     | 3 - 0     | Caldas    |  |
| Nacional    | 0 - 1     | Medellín  |  |

### Bonificación
RESULTADOS
| Independiente Medellín | 0 - 0 | Junior |

| Junior | 2 - 0 | Independiente Medellín |

| Pos. | Equipo                 | Pts. | PJ | G | E | P | GF | GC | Dif. | Clasificación                |
| ---- | ---------------------- | ---- | -- | - | - | - | -- | -- | ---- | ---------------------------- |
| 1    | Junior                 | 3    | 2  | 1 | 1 | 0 | 2  | 0  | +2   | 1 punto de bonificación.     |
| 2    | Independiente Medellín | 1    | 2  | 0 | 1 | 1 | 0  | 2  | −2   | 0.75 puntos de bonificación. |

 Fuente: Rsssf
| Pos. | Equipo          | Pts. | PJ | G | E | P | GF | GC | Dif. | Clasificación                |
| ---- | --------------- | ---- | -- | - | - | - | -- | -- | ---- | ---------------------------- |
| 1    | América de Cali | 3    | 2  | 1 | 1 | 0 | 4  | 3  | +1   | 0.50 puntos de bonificación. |
| 2    | Deportivo Cali  | 1    | 2  | 0 | 1 | 1 | 3  | 4  | −1   | 0.25 puntos de bonificación. |

 Fuente: Rsssf
| América de Cali | 2 - 2 | Deportivo Cali |

| Deportivo Cali | 1 - 2 | América de Cali |

## Torneo Nacional
| Pos. | Equipo                 | Pts. | PJ | G  | E  | P  | GF | GC | Dif. | Clasificación |
| ---- | ---------------------- | ---- | -- | -- | -- | -- | -- | -- | ---- | ------------- |
| 1    | América de Cali        | 38   | 26 | 16 | 6  | 4  | 38 | 18 | +20  | Bonificación. |
| 2    | Deportivo Cali         | 36   | 26 | 12 | 12 | 2  | 36 | 17 | +19  | Bonificación. |
| 3    | Atlético Nacional      | 30   | 26 | 12 | 6  | 8  | 43 | 30 | +13  | Bonificación. |
| 4    | Deportes Quindío       | 29   | 26 | 11 | 7  | 8  | 30 | 33 | −3   | Bonificación. |
| 5    | Unión Magdalena        | 29   | 26 | 10 | 9  | 7  | 39 | 28 | +11  |               |
| 6    | Millonarios            | 29   | 26 | 10 | 9  | 7  | 41 | 39 | +2   |               |
| 7    | Deportes Tolima        | 27   | 26 | 9  | 9  | 8  | 25 | 22 | +3   |               |
| 8    | Independiente Medellín | 26   | 26 | 10 | 6  | 10 | 39 | 32 | +7   |               |
| 9    | Deportivo Pereira      | 26   | 26 | 9  | 8  | 9  | 40 | 38 | +2   |               |
| 10   | Atlético Bucaramanga   | 25   | 26 | 9  | 7  | 10 | 39 | 39 | 0    |               |
| 11   | Junior                 | 22   | 26 | 9  | 4  | 13 | 37 | 33 | +4   |               |
| 12   | Once Caldas            | 20   | 26 | 7  | 6  | 13 | 23 | 37 | −14  |               |
| 13   | Santa Fe               | 16   | 26 | 6  | 4  | 16 | 28 | 52 | −24  |               |
| 14   | Cúcuta Deportivo       | 11   | 26 | 3  | 5  | 18 | 22 | 62 | −40  |               |

 Fuente: Rsssf
El primer lugar consiguió una puntuación de 1.00, el segundo lugar obtuvo 0.75, el tercero alcanzó 0.50 y el cuarto lugar recibió 0.25 puntos.

### Resultados
| Fecha 1      |           |                  |
| Equipo Local | Resultado | Equipo Visitante |
| Bucaramanga  | 0 - 0     | Cali             |
| Nacional     | 2 – 0     | Caldas           |
| Santa Fe     | 3 - 0     | Cúcuta           |
| América      | 4 - 1     | Millonarios      |
| Magdalena    | 2 - 0     | Quindío          |
| Tolima       | 0 - 0     | Junior           |
| Pereira      | 3 - 0     | Medellín         |

| Fecha 2      |           |                  |
| Equipo Local | Resultado | Equipo Visitante |
| Millonarios  | 0 - 0     | Tolima           |
| Cúcuta       | 0 - 0     | América          |
| Junior       | 4 - 1     | Nacional         |
| Caldas       | 2 - 0     | Pereira          |
| Medellín     | 2 - 1     | Magdalena        |
| Quindío      | 0 - 2     | Bucaramanga      |
| Cali         | 3 – 0     | Santa Fe         |

| Fecha 3      |           |                  |
| Equipo Local | Resultado | Equipo Visitante |
| Nacional     | 4 - 1     | Millonarios      |
| Bucaramanga  | 2 - 2     | Medellín         |
| Santa Fe     | 0 - 4     | América          |
| Cali         | 3 - 0     | Quindío          |
| Pereira      | 4 - 2     | Junior           |
| Tolima       | 1 - 2     | Cúcuta           |
| Magdalena    | 4 - 0     | Caldas           |

| Fecha 4      |           |                  |
| Equipo Local | Resultado | Equipo Visitante |
| Quindío      | 1 - 2     | Santa Fe         |
| Medellín     | 1 - 1     | Cali             |
| Caldas       | 1 - 3     | Bucaramanga      |
| Junior       | 2 - 0     | Magdalena        |
| Cúcuta       | 1 - 1     | Nacional         |
| Millonarios  | 1 - 1     | Pereira          |
| América      | 1 - 0     | Tolima           |

| Fecha 5      |           |                  |
| Equipo Local | Resultado | Equipo Visitante |
| Quindío      | 1 - 0     | Medellín         |
| Nacional     | 0 - 2     | América          |
| Cali         | 3 - 0     | Caldas           |
| Bucaramanga  | 1 - 0     | Junior           |
| Magdalena    | 0 - 0     | Millonarios      |
| Cúcuta       | 1 - 3     | Pereira          |
| Santa Fe     | 0 - 1     | Tolima           |

| Fecha 6      |           |                  |
| Equipo Local | Resultado | Equipo Visitante |
| Medellín     | 1 - 1     | Santa Fe         |
| Millonarios  | 6 - 1     | Bucaramanga      |
| Junior       | 0 - 1     | Cali             |
| Caldas       | 1 - 1     | Quindío          |
| Tolima       | 3 - 2     | Nacional         |
| Cúcuta       | 3 - 1     | Magdalena        |
| América      | 2 - 1     | Pereira          |

| Fecha 7      |           |                  |
| Equipo Local | Resultado | Equipo Visitante |
| Magdalena    | 0 - 1     | América          |
| Cali         | 1 - 0     | Millonarios      |
| Santa Fe     | 1 - 3     | Nacional         |
| Medellín     | 0 - 1     | Caldas           |
| Quindío      | 2 - 0     | Junior           |
| Bucaramanga  | 2 - 1     | Cúcuta           |
| Pereira      | 1 - 1     | Tolima           |

| Fecha 8      |           |                  |
| Equipo Local | Resultado | Equipo Visitante |
| Millonarios  | 2 - 0     | Quindío          |
| América      | 2 - 1     | Bucaramanga      |
| Nacional     | 3 - 1     | Pereira          |
| Cúcuta       | 1 - 3     | Cali             |
| Tolima       | 0 - 0     | Magdalena        |
| Junior       | 6 - 4     | Medellín         |
| Caldas       | 1 - 0     | Santa Fe         |

| Fecha 9      |           |                  |
| Equipo Local | Resultado | Equipo Visitante |
| Santa Fe     | 1 - 1     | Pereira          |
| Magdalena    | 2 - 1     | Nacional         |
| Cali         | 0 - 1     | América          |
| Bucaramanga  | 2 - 0     | Tolima           |
| Caldas       | 1 – 0     | Junior           |
| Medellín     | 1 - 2     | Millonarios      |
| Quindío      | 1 - 0     | Cúcuta           |

| Fecha 10     |           |                  |
| Equipo Local | Resultado | Equipo Visitante |
| Tolima       | 0 - 0     | Cali             |
| Pereira      | 4 - 4     | Magdalena        |
| Millonarios  | 1 - 0     | Caldas           |
| América      | 4 - 0     | Quindío          |
| Cúcuta       | 1 - 3     | Medellín         |
| Junior       | 2 - 1     | Santa Fe         |
| Nacional     | 1 - 1     | Bucaramanga      |

| Fecha 11     |           |                  |
| Equipo Local | Resultado | Equipo Visitante |
| Bucaramanga  | 2 - 1     | Pereira          |
| Medellín     | 0 - 1     | América          |
| Junior       | 4 - 0     | Millonarios      |
| Santa Fe     | 1 - 1     | Magdalena        |
| Cali         | 0 - 0     | Nacional         |
| Caldas       | 2 - 0     | Cúcuta           |
| Quindío      | 2 - 0     | Tolima           |

| Fecha 12     |           |                  |
| Equipo Local | Resultado | Equipo Visitante |
| Santa Fe     | 1 - 2     | Millonarios      |
| América      | 1 - 0     | Caldas           |
| Tolima       | 1 - 0     | Medellín         |
| Cúcuta       | 0 - 1     | Junior           |
| Magdalena    | 2 - 0     | Bucaramanga      |
| Pereira      | 0 - 0     | Cali             |
| Nacional     | 1 - 2     | Quindío          |

| Fecha 13     |           |                  |
| Equipo Local | Resultado | Equipo Visitante |
| Millonarios  | 1 - 1     | Cúcuta           |
| Junior       | 0 - 0     | América          |
| Bucaramanga  | 1 - 2     | Santa Fe         |
| Caldas       | 0 - 0     | Tolima           |
| Quindío      | 2 - 1     | Pereira          |
| Cali         | 0 - 0     | Magdalena        |
| Medellín     | 1 – 2     | Nacional         |

Resultados Segunda Vuelta
| Fecha 1      |           |                  |
| Equipo Local | Resultado | Equipo Visitante |
| Cali         | 4 - 2     | Bucaramanga      |
| Caldas       | 1 - 0     | Nacional         |
| Cúcuta       | 4 - 1     | Santa Fe         |
| Millonarios  | 1 - 1     | América          |
| Quindío      | 1 - 1     | Magdalena        |
| Junior       | 0 - 2     | Tolima           |
| Medellín     | 2 - 1     | Pereira          |

| Fecha 2      |           |                  |
| Equipo Local | Resultado | Equipo Visitante |
| Tolima       | 2 - 1     | Millonarios      |
| América      | 2 - 0     | Cúcuta           |
| Nacional     | 2 - 0     | Junior           |
| Pereira      | 2 - 0     | Caldas           |
| Magdalena    | 1 - 0     | Medellín         |
| Bucaramanga  | 1 - 1     | Quindío          |
| Santa Fe     | 1 - 2     | Cali             |

| Fecha 3      |           |                  |
| Equipo Local | Resultado | Equipo Visitante |
| Millonarios  | 1 - 1     | Nacional         |
| Medellín     | 1 - 0     | Bucaramanga      |
| América      | 0 - 1     | Santa Fe         |
| Quindío      | 1 - 1     | Cali             |
| Junior       | 0 - 1     | Pereira          |
| Cúcuta       | 1 - 1     | Tolima           |
| Caldas       | 1 - 1     | Magdalena        |

| Fecha 4      |           |                  |
| Equipo Local | Resultado | Equipo Visitante |
| Santa Fe     | 1 - 2     | Quindío          |
| Cali         | 2 - 1     | Medellín         |
| Bucaramanga  | 0 - 0     | Caldas           |
| Magdalena    | 2 - 0     | Junior           |
| Nacional     | 3 - 2     | Cúcuta           |
| Pereira      | 4 - 4     | Millonarios      |
| Tolima       | 1 - 0     | América          |

| Fecha 5      |           |                  |
| Equipo Local | Resultado | Equipo Visitante |
| Medellín     | 3 - 0     | Quindío          |
| América      | 0 - 2     | Nacional         |
| Caldas       | 1 - 1     | Cali             |
| Junior       | 3 - 2     | Bucaramanga      |
| Millonarios  | 2 - 0     | Magdalena        |
| Pereira      | 3 - 0     | Cúcuta           |
| Tolima       | 4 - 0     | Santa Fe         |

| Fecha 6      |           |                  |
| Equipo Local | Resultado | Equipo Visitante |
| Santa Fe     | 1 - 2     | Medellín         |
| Bucaramanga  | 5 - 1     | Millonarios      |
| Cali         | 1 - 1     | Junior           |
| Quindío      | 0 - 0     | Caldas           |
| Nacional     | 3 - 0     | Tolima           |
| Magdalena    | 5 - 1     | Cúcuta           |
| Pereira      | 2 - 0     | América          |

| Fecha 7      |           |                  |
| Equipo Local | Resultado | Equipo Visitante |
| América      | 2 - 1     | Magdalena        |
| Millonarios  | 3 - 1     | Cali             |
| Nacional     | 3 - 1     | Santa Fe         |
| Caldas       | 0 - 3     | Medellín         |
| Junior       | 0 - 1     | Quindío          |
| Cúcuta       | 3 - 3     | Bucaramanga      |
| Tolima       | 0 - 0     | Pereira          |

| Fecha 8      |           |                  |
| Equipo Local | Resultado | Equipo Visitante |
| Quindío      | 3 - 0     | Millonarios      |
| Bucaramanga  | 2 - 3     | América          |
| Pereira      | 0 - 2     | Nacional         |
| Cali         | 2- 0      | Cúcuta           |
| Magdalena    | 2 - 1     | Tolima           |
| Medellín     | 1 - 0     | Junior           |
| Santa Fe     | 3 - 2     | Caldas           |

| Fecha 9      |           |                  |
| Equipo Local | Resultado | Equipo Visitante |
| Pereira      | 4 - 3     | Santa Fe         |
| Nacional     | 1 - 1     | Magdalena        |
| América      | 2 - 2     | Cali             |
| Tolima       | 1 - 0     | Bucaramanga      |
| Junior       | 4 - 2     | Caldas           |
| Millonarios  | 2 - 2     | Medellín         |
| Cúcuta       | 0 - 3     | Quindío          |

| Fecha 10     |           |                  |
| Equipo Local | Resultado | Equipo Visitante |
| Cali         | 1 - 0     | Tolima           |
| Magdalena    | 4 - 1     | Pereira          |
| Caldas       | 2 - 4     | Millonarios      |
| Quindío      | 2 - 2     | América          |
| Medellín     | 6 - 0     | Cúcuta           |
| Santa Fe     | 3 - 0     | Junior           |
| Bucaramanga  | 1 - 0     | Nacional         |

| Fecha 11     |           |                  |
| Equipo Local | Resultado | Equipo Visitante |
| Pereira      | 2 - 1     | Bucaramanga      |
| América      | 1 - 0     | Medellín         |
| Millonarios  | 2 - 2     | Junior           |
| Magdalena    | 3 - 1     | Santa Fe         |
| Nacional     | 1 - 1     | Cali             |
| Cúcuta       | 0 - 4     | Caldas           |
| Tolima       | 1 - 1     | Quindío          |

| Fecha 12     |           |                  |
| Equipo Local | Resultado | Equipo Visitante |
| Millonarios  | 4 - 0     | Santa Fe         |
| Caldas       | 1 - 2     | América          |
| Medellín     | 3 - 2     | Tolima           |
| Junior       | 6 - 0     | Cúcuta           |
| Bucaramanga  | 3 - 1     | Magdalena        |
| Cali         | 0 - 0     | Pereira          |
| Quindío      | 0 - 3     | Nacional         |

| Fecha 13     |           |                  |
| Equipo Local | Resultado | Equipo Visitante |
| Cúcuta       | 0 - 1     | Millonarios      |
| América      | 1 - 0     | Junior           |
| Santa Fe     | 3 - 0     | Bucaramanga      |
| Tolima       | 3 - 0     | Caldas           |
| Pereira      | 2 - 0     | Quindío          |
| Magdalena    | 0 - 0     | Cali             |
| Nacional     | 0 - 0     | Medellín         |

## Reclasificación
| Pos. | Equipo                 | Pts. | PJ | G  | E  | P  | GF | GC | Dif. | Clasificación    |
| ---- | ---------------------- | ---- | -- | -- | -- | -- | -- | -- | ---- | ---------------- |
| 1    | América de Cali        | 56   | 40 | 23 | 10 | 7  | 57 | 30 | +27  | Octogonal final. |
| 2    | Deportivo Cali         | 52   | 40 | 18 | 16 | 6  | 49 | 26 | +23  | Octogonal final. |
| 3    | Atlético Nacional      | 46   | 40 | 19 | 8  | 13 | 62 | 44 | +18  | Octogonal final. |
| 4    | Millonarios            | 45   | 40 | 15 | 15 | 10 | 56 | 51 | +5   | Octogonal final. |
| 5    | Independiente Medellín | 43   | 40 | 15 | 13 | 12 | 52 | 44 | +8   | Octogonal final. |
| 6    | Junior                 | 42   | 40 | 18 | 6  | 16 | 68 | 47 | +21  | Octogonal final. |
| 7    | Unión Magdalena        | 42   | 40 | 14 | 14 | 12 | 52 | 42 | +10  | Octogonal final. |
| 8    | Atlético Bucaramanga   | 40   | 40 | 14 | 12 | 14 | 65 | 60 | +5   | Octogonal final. |
| 9    | Deportes Quindío       | 38   | 40 | 14 | 10 | 16 | 43 | 55 | −12  |                  |
| 10   | Deportivo Pereira      | 38   | 40 | 11 | 16 | 13 | 58 | 57 | +1   |                  |
| 11   | Deportes Tolima        | 37   | 40 | 10 | 17 | 13 | 36 | 43 | −7   |                  |
| 12   | Once Caldas            | 35   | 40 | 12 | 11 | 17 | 38 | 55 | −17  |                  |
| 13   | Santa Fe               | 26   | 40 | 8  | 10 | 22 | 50 | 78 | −28  |                  |
| 14   | Cúcuta Deportivo       | 20   | 40 | 5  | 10 | 25 | 32 | 86 | −54  |                  |

 Fuente: Rsssf

### Tabla de bonificación
| Pos | Equipo                 | Copa de la Paz | Torneo Nacional | Total |
| --- | ---------------------- | -------------- | --------------- | ----- |
| 1.  | América de Cali        | 0.50           | 1.00            | 1.50  |
| 2.  | Deportivo Cali         | 0.25           | 0.75            | 1.00  |
| 2.  | Junior                 | 1.00           | 0               | 1.00  |
| 4.  | Independiente Medellín | 0.75           | 0               | 0.75  |
| 5.  | Atlético Nacional      | 0              | 0.50            | 0.50  |
| 6.  | Deportes Quindío       | 0              | 0.25            | 0.25  |

## Octogonal final
| Pos. | Equipo                 | Pts.  | PJ | G | E | P | GF | GC | Dif. | Clasificación                   |
| ---- | ---------------------- | ----- | -- | - | - | - | -- | -- | ---- | ------------------------------- |
| 1    | América de Cali        | 20.5  | 14 | 9 | 1 | 4 | 22 | 14 | +8   | Campeón y Copa Libertadores.    |
| 2    | Deportivo Cali         | 20    | 14 | 8 | 3 | 3 | 22 | 8  | +14  | Subcampeón y Copa Libertadores. |
| 3    | Millonarios            | 18    | 14 | 7 | 4 | 3 | 27 | 18 | +9   |                                 |
| 4    | Junior                 | 17    | 14 | 5 | 6 | 3 | 20 | 17 | +3   |                                 |
| 5    | Independiente Medellín | 13.75 | 14 | 4 | 5 | 5 | 22 | 20 | +2   |                                 |
| 6    | Atlético Nacional      | 13.5  | 14 | 6 | 1 | 7 | 13 | 24 | −11  |                                 |
| 7    | Unión Magdalena        | 7     | 14 | 2 | 3 | 9 | 16 | 27 | −11  |                                 |
| 8    | Atlético Bucaramanga   | 7     | 14 | 2 | 3 | 9 | 20 | 34 | −14  |                                 |

 Fuente: Rsssf

### Resultados
- Fuente:[1]

| Fecha 1      |           |                  |
| Equipo Local | Resultado | Equipo Visitante |
| Junior       | 1 - 0     | Medellín         |
| Millonarios  | 2 - 0     | Magdalena        |
| Nacional     | 0 - 3     | América          |
| Cali         | 2 - 0     | Bucaramanga      |

| Fecha 2      |           |                  |
| Equipo Local | Resultado | Equipo Visitante |
| Medellín     | 2 - 2     | Millonarios      |
| Magdalena    | 1 - 1     | Nacional         |
| Bucaramanga  | 1 - 0     | América          |
| Cali         | 3 - 0     | Junior           |

| Fecha 3      |           |                  |
| Equipo Local | Resultado | Equipo Visitante |
| Junior       | 4 - 3     | Bucaramanga      |
| Nacional     | 1 - 0     | Medellín         |
| Millonarios  | 2 - 1     | Cali             |
| América      | 3 - 1     | Magdalena        |

| Fecha 4      |           |                  |
| Equipo Local | Resultado | Equipo Visitante |
| Medellín     | 1 - 1     | América          |
| Bucaramanga  | 0 - 0     | Magdalena        |
| Junior       | 0 - 0     | Millonarios      |
| Cali         | 4 - 1     | Nacional         |

| Fecha 5      |           |                  |
| Equipo Local | Resultado | Equipo Visitante |
| Bucaramanga  | 1 - 3     | Millonarios      |
| América      | 1 - 2     | Cali             |
| Magdalena    | 2 - 4     | Medellín         |
| Nacional     | 1 - 0     | Junior           |

| Fecha 6      |           |                  |
| Equipo Local | Resultado | Equipo Visitante |
| Junior       | 1 - 0     | América          |
| Medellín     | 1 - 2     | Bucaramanga      |
| Cali         | 2 - 0     | Magdalena        |
| Millonarios  | 2 - 0     | Nacional         |

| Fecha 7      |           |                  |
| Equipo Local | Resultado | Equipo Visitante |
| Bucaramanga  | 1 - 2     | Nacional         |
| Magdalena    | 3 - 3     | Junior           |
| Medellín     | 1 - 0     | Cali             |
| América      | 3 - 1     | Millonarios      |

| Fecha 8      |           |                  |
| Equipo Local | Resultado | Equipo Visitante |
| Nacional     | 2 - 1     | Bucaramanga      |
| Junior       | 1 - 0     | Magdalena        |
| Cali         | 1 - 0     | Medellín         |
| Millonarios  | 3 - 1     | América          |

| Fecha 9      |           |                  |
| Equipo Local | Resultado | Equipo Visitante |
| Medellín     | 1 - 1     | Junior           |
| Magdalena    | 2 - 1     | Millonarios      |
| América      | 1 - 0     | Nacional         |
| Bucaramanga  | 0 - 0     | Cali             |

| Fecha 10     |           |                  |
| Equipo Local | Resultado | Equipo Visitante |
| Millonarios  | 1 - 2     | Medellín         |
| Nacional     | 2 - 1     | Magdalena        |
| América      | 4 - 3     | Bucaramanga      |
| Junior       | 0 - 0     | Cali             |

| Fecha 11     |           |                  |
| Equipo Local | Resultado | Equipo Visitante |
| Bucaramanga  | 2 - 4     | Junior           |
| Medellín     | 1 - 2     | Nacional         |
| Cali         | 1 - 1     | Millonarios      |
| Magdalena    | 1 - 2     | América          |

| Fecha 12     |           |                  |
| Equipo Local | Resultado | Equipo Visitante |
| América      | 1 - 0     | Medellín         |
| Magdalena    | 3 - 0     | Bucaramanga      |
| Millonarios  | 1 - 1     | Junior           |
| Nacional     | 0 - 2     | Cali             |

| Fecha 13     |           |                  |
| Equipo Local | Resultado | Equipo Visitante |
| Millonarios  | 4 - 3     | Bucaramanga      |
| Cali         | 0 - 1     | América          |
| Medellín     | 4 - 1     | Magdalena        |
| Junior       | 3 - 0     | Nacional         |

| Fecha 14     |           |                  |
| Equipo Local | Resultado | Equipo Visitante |
| América      | 1 - 0     | Junior           |
| Bucaramanga  | 3 - 3     | Medellín         |
| Magdalena    | 0 - 2     | Cali             |
| Nacional     | 1 - 4     | Millonarios      |

|                                    |
| Bandera de Colombia                |
| Campeón América de Cali 5.º título |

## Goleadores
| Jugador             | Equipo               | Goles |
| ------------------- | -------------------- | ----- |
| Miguel González     | Atlético Bucaramanga | 34    |
| Juan Gilberto Funes | Millonarios          | 33    |
| Omar Rodolfo Porté  | Deportes Tolima      | 20    |